# Red Bull Ring
A Red Bull Ring (eredeti neve Österreichring, 1997–2003 között A1-Ring) egy osztrák versenypálya Stájerországban. Maga a pálya Spielberg községhez tartozó területen fekszik, de bejáratai Zeltweg község közvetlen közelében vannak, ezért gyakran „zeltwegi pályaként” említik. 1997 és 2003 között rendeztek itt F1-es futamot. A pályát 2011-ben a Red Bull energiaital gyártó finanszírozásával felújították, és ismét alkalmassá tették a Formula–1-es versenyek megrendezésére, a 2014-es szezontól ismét szerepel a versenynaptárban.

## A pálya története
A versenypálya 1969-ben épült meg, körülbelül hat kilométer hosszúságban. Egészen 1987-ig adott otthont a Formula–1 osztrák nagydíjnak. A leghosszabb, nagy sebességű kanyarja a Formula–1 egyik leggyorsabb pályájává tette. Néhány összetűzés után a Formula–1 tíz évre elbúcsúzott a verseny helyszínétől.
1995 és 1996 között, a hosszas politikai tárgyalások után átépítették: a 4318 méterre rövidült pályát a legújabb biztonsági előírásoknak megfelelően alakították ki. 1997 és 2003 között hét Formula–1-es futamot rendeztek rajta. A korábbi nyomvonallal összehasonlítva az átépített A1-Ring már nem rendelkezett gyors „bátorságkanyarral”, és ezért a pilóták között kevésbé vált népszerűvé.

## Kialakítása és mai élete
A pályának hét jobb- és két balkanyarja van. A két bal kanyar Niki Lauda és Gerhard Berger nevét viseli.
Mivel a felső-stájer területen fekszik és három oldalról dombok veszik körbe, ezért a lejtőket természetes tribünöknek használják. Ez az elrendezés egyrészről jó rálátást ad az egész pályára, másrészről pedig különleges környezetet ad a versenyeknek.
Az A1-Ring (a Mobilkom Austria mobilszolgáltató, az A1 szponzorálja) az autó- és motorversenyeken kívül technikai vásárok, kiállítások rendezvényközpontjaként is szolgált.
2003-ban a Formula–1 másodszor is elbúcsúzott a pályától, de most elsősorban anyagi okok miatt (hivatalosan az EU-ban kötelező dohányreklám-tilalmak miatt, nem hivatalosan a Formula–1 Ausztriában nem volt elég nyereséges).
Egyedül a Red Bull pályázott a területre, amit motor- és repülőiskolává akart alakítani - körülbelül 750 millió eurós beruházással. A lakosság visszajelzései és az osztrák szenátus elutasításai után a Red Bull elállt a terveitől. Azonban ekkor már terület-előkészítési munkálatokat elkezdték, úgyhogy a versenypálya nem volt használható.
A stájer politika sok fáradozás után elérte, hogy a pályát újra üzembe helyezzék és emellett az autóipar számára is tesztpályát biztosítsanak. Partnerként ismét a Red Bull, illetve a KTM, VW és Magna cégek merültek fel. Az új pálya építésének kezdetét 2007-re tervezték. A Volkswagen végleges kiszállásával krízis merült fel és mára már csak egy kis esély van a projekt realizálására.
A 2008. február 4-ei ülésén a befektetők arra az eredményre jutottak, hogy a projekt ebben a formájában nem kivitelezhető. Amikor az egyik osztrák újság áprilisi címlapjára tűzte, hogy a pálya újra megnyílik, a motorsportok szerelmesei fellélegezhettek.

## Győztesek
- 1997: Jacques Villeneuve (Williams)
- 1998: Mika Häkkinen (McLaren)
- 1999: Eddie Irvine (Ferrari)
- 2000: Mika Häkkinen (McLaren)
- 2001: David Coulthard (McLaren)
- 2002: Michael Schumacher (Ferrari)
- 2003: Michael Schumacher (Ferrari)
- 2014: Nico Rosberg (Mercedes)
- 2015: Nico Rosberg (Mercedes)
- 2016: Lewis Hamilton (Mercedes)
- 2017: Valtteri Bottas (Mercedes)
- 2018: Max Verstappen (Red Bull)
- 2019: Max Verstappen (Red Bull)
- 2020 osztrák[1]: Valtteri Bottas (Mercedes)
- 2020 stájer[1]: Lewis Hamilton (Mercedes)
- 2021 stájer[1]: Max Verstappen (Red Bull)
- 2021 osztrák[1]: Max Verstappen (Red Bull)
- 2022: Charles Leclerc (Ferrari)
- 2023: Max Verstappen ( Red Bull)

Megjegyzés:
- ↑ 1:  — 2020-ban és 2021-ben két osztrák nagydíjat rendeztek két egymást követő hétvégén a koronavírus-járvány miatt törölt futamok pótlása végett. 2020-ban a második, míg 2021-ben az első futam stájer nagydíj néven szerepelt a versenynaptárban.

## Statisztikák
- Legtöbb dobogó: M. Verstappen (8)
- Legtöbb győzelem: M. Verstappen (5)
- Legtöbb pole: V. Bottas (3)
- Legtöbb leggyorsabb kör: M. Verstappen (4)
- Pályacsúcs: 1:02:939, V. Bottas

## Fordítás
- Ez a szócikk részben vagy egészben  az   A1-Ring című német Wikipédia-szócikk fordításán alapul.  Az eredeti cikk szerkesztőit annak laptörténete sorolja fel. Ez a jelzés csupán a megfogalmazás eredetét és a szerzői jogokat jelzi, nem szolgál a cikkben szereplő információk forrásmegjelöléseként.